# هانس كريستيان كنودسن
هانس كريستيان كنودسن (بالنرويجية البوكمول: Hans Christian Knudsen)‏ هو رسام وكاتب ومبشر ومؤلف نرويجي، ولد في 18 مارس 1816 في برغن في النرويج، وتوفي في 4 مايو 1863 في Hattfjelldal Municipality ‏ في النرويج.

## وصلات خارجية
- هانس كريستيان كنودسن على موقع الموسوعة البريطانية (الإنجليزية)